# Soundtrack to a Headrush
Soundtrack to a Headrush es al primer álbum de la banda estadounidense de post hardcore y hardcore punk, Emanuel, lanzado en 2005.

## Lista de canciones
1. "Hey Man!" – 3:48
2. "Buy American Machines" – 2:13
3. "The Willing" – 3:31
4. "Make Tonight" – 3:44
5. "Hotline" – 3:26
6. "Soundtrack to a Headrush" – 2:53
7. "Breathe Underwater" – 3:33
8. "The New Violence" – 3:26
9. "Xeroxicide" – 3:18
10. "Dislocated" – 3:30

## Apariciones
1. "Hey Man!" – Aparece en Burnout: Revenge Burnout: Legends y también en el juego de The Fast & The Furious.
2. "The Willing" – Aparece en el segundo volumen de Punk the clock.
3. "Soundtrack To A Headrush" – Aparece en el volumen 60 de alternative times.

- Datos: Q7564999